# Voltigeurs de Drummondville
Voltigeurs de Drummondville är ett kanadensiskt proffsjuniorishockeylag som spelar i Ligue de hockey junior majeur du Québec (LHJMQ) sedan 1982. Laget spelar sina hemmamatcher i Centre Marcel Dionne, som har en publikkapacitet på 4 000 åskådare vid ishockeyarrangemang, i Drummondville i Québec. Voltigeurs har vunnit en Coupe du Président, som delas ut till vinnaren av slutspelet, för säsongen 2008–2009. De har dock inte vunnit någon av de andra tillgängliga troféerna Trophée Jean Rougeau, som delas ut till det lag som vinner grundserien, och Memorial Cup, CHL:s slutspel mellan säsongens mästare i LHJMQ, OHL och WHL samt ett värdlag.
Voltigeurs har fostrat spelare som bland andra Jake Allen, Ľuboš Bartečko, Patrick Bordeleau, Derick Brassard, Daniel Brière, Patrice Brisebois, William Carrier, René Corbet, Sean Couturier, Chris DiDomenico, Steve Duchesne, Gabriel Dumont, Giovanni Fiore, Frédérick Gaudreau, Mike Hoffman, Raman Hrabarenka, Dmitrij Kulikov, Ian Laperrière, Guillaume Latendresse, Ondřej Palát, Drew Paris och Frédéric St-Denis.